# Michael Odenwald
Michael Odenwald (* 6. März 1958 in Karlsruhe) ist ein deutscher Jurist, ehemaliger Staatssekretär und war von 2018 bis Juli 2022 Aufsichtsratsvorsitzender der Deutschen Bahn AG.

## Leben
Odenwald studierte zunächst zwischen 1979 und 1983 Theologie an der Ruprecht-Karls-Universität Heidelberg, wechselte jedoch im Jahre 1983 zur Rechtswissenschaft. Sein Studium schloss er 1988 in Heidelberg mit dem Ersten Staatsexamen ab. Anschließend war Odenwald von 1989 bis 1992 im juristischen Vorbereitungsdienst am Landgericht Heidelberg. In seinem Referendariat absolvierte Michael Odenwald ein Ergänzungsstudium an der Hochschule für Verwaltungswissenschaften in Speyer. 
Zwischen Februar 1992 und November 2002 war er Referent im Bundesministerium für Verkehr, Bau- und Wohnungswesen. Danach war Odenwald als Referent in der CDU/CSU-Bundestagsfraktion tätig. Im November 2009 kehrte er in das Bundesministerium zurück und wurde am 1. März 2010 Leiter der Zentralabteilung.
Am 22. Oktober 2012 wurde Odenwald zum beamteten Staatssekretär im Bundesministerium für Verkehr, Bau und Stadtentwicklung ernannt. Ab dem 17. Dezember 2013 übte er diese Aufgabe im umstrukturierten Bundesministerium für Verkehr und digitale Infrastruktur aus. Mit dem Regierungswechsel im März 2018 schied er aus dieser Funktion aus. Er wurde in dieser Funktion in den Aufsichtsrat der Deutschen Bahn und die Fraport AG entsandt. Bis 21. April 2016 war er ferner Aufsichtsratsvorsitzender der Deutschen Flugsicherungs GmbH. Ab dem 25. September 2015 leitete er die Untersuchungskommission des Bundesverkehrsministeriums zum VW-Abgasskandal.
Am 17. April 2018 wurde er einstimmig, als Nachfolger von Utz-Hellmuth Felcht, zum Vorsitzenden des Aufsichtsrats der Deutschen Bahn gewählt. Er ist bereits seit Oktober 2012 Mitglied des Gremiums. Im März 2020 wurde seine Amtszeit bis 2025 verlängert. Am 23. Juni 2022 kündigte Odenwald an, sein Mandat Ende Juli 2022 niederzulegen. Nach Medienberichten seien der Grund dafür Unstimmigkeiten mit Verkehrsminister Volker Wissing. Dieser hatte ein Konzept vorgestellt, mit dem die Verspätungen der deutschen Bahn reduziert werden sollen und welches vorsieht, dass eine entsprechende Koordinierungsstelle im Ministerium geschaffen wird, die die Umsetzung der Arbeiten sicherstellt, obwohl Odenwald aus diesem Grund vom Bund 2018 in den Aufsichtsrat entsandt worden war. Im September 2022 wurde Werner Gatzer zu seinem Nachfolger bestellt. Seit Juni 2024 ist Odenwald als Berater bei der Beratungsagentur Politik + Strategie tätig.
Odenwald lebt in Kleinmachnow bei Berlin. Er ist Mitglied der katholischen Studentenverbindung KStV Palatia Heidelberg.